# インクラの滝
インクラの滝（インクラのたき）は、北海道白老町にある滝である。1991年（平成3年）「日本の滝百選」に選定された。

## 概要
滝の名称である「インクラ」とは、この地に切り出した木材を運ぶインクライン設備があったことに由来する。別々川の支流の西別々川にあることから別々の滝の別名がある。落差は約44m、滝幅は約10mあり水量も多く名瀑の1つとされているが、凝灰岩質の脆い地質条件のため姿形がよく変わる。

## アクセス
- 国道36号社台地区から山側へ入り、途中から林道をたどる。
- 駐車場から遊歩道を徒歩で約15分の場所に見晴台がある。

かつては滝直下までの遊歩道があったが、落石の危険等のため立入禁止となっていた。2009年（平成21年）12月に遊歩道及び見晴台が完成し、滝の全景が眺望できるようになった。